# Laurent Gnaedig
Laurent Gnaedig, né le 24 février 1970, est un homme politique français, ancien membre du Rassemblement national. Représentant l'extrême droite à plusieurs élections, il est conseiller régional non-inscrit de la région Grand-Est depuis 2016.

## Biographie
Enseignant d'anglais dans le secondaire, Laurent Gnaedig s'engage tôt dans la politique en adhérant dès ses 18 ans au Front national (FN) puis en se présentant dans le Bas-Rhin. Ainsi, il est candidat aux élections cantonales du Bas-Rhin de 2001 dans le canton de Soultz-sous-Forêts, sous l'étiquette du Mouvement national républicain. L'année suivante, il est candidat à l'élection cantonale partielle dans le canton de Niederbronn-les-Bains pour le FN, élection à laquelle il participe de nouveau  en 2004.
Il devient par la suite responsable adjoint de la section du Front national dans la circonscription de Wissembourg. Il est onzième sur la liste menée par Patrick Binder aux élections régionales de 2004, qui remporte huit sièges. En 2010, la liste du FN ne remporte que cinq sièges,, ne lui permettant toujours pas d'accéder au conseil.
Laurent Gnaedig est également candidat aux élections législatives de 2007, 2012, et 2017, respectivement dans la huitième, la septième et la neuvième circonscription du Bas-Rhin, sans parvenir aux seconds tours.
En 2015, il est sur la liste du FN menée par Florian Philippot aux élections régionales du Grand-Est, liste qui remporte 36,08 % des voix. Il entre alors au conseil régional, et est réélu à son poste aux élections de 2021 sous la bannière de l'Alsace.
Laurent Gnaedig est de nouveau candidat aux législatives de 2022 dans la neuvième circonscription du Bas-Rhin, mais est battu au second tour par Vincent Thiébaut, candidat Horizons.
Il est investi par le RN aux élections législatives anticipées de 2024 dans la première circonscription du Haut-Rhin, et arrive en tête du scrutin à l'issue du premier tour. Il est exclu du RN à l'été 2024,.

## Controverses
Le soir du premier tour des élections législatives anticipées de 2024, il est interpellé par un représentant Les Républicains qui évoque sa nièce comme victime de la suppression du droit du sol voulue par le Rassemblement national et lui demande « Et ma nièce (…) vous allez la renvoyer (…) ? ». Laurent Gnaedig lui rétorque alors « La préfecture s’occupera de son dossier, ne vous inquiétez pas. ».
Le mercredi 3 juillet, il évoque lors d'un débat télévisé les propos de Jean-Marie Le Pen sur les chambres à gaz (voir Affaire du « détail ») et dit qu'il ne « pense pas que c’était une remarque antisémite », mais « une grave erreur de communication et surtout de compréhension du camp adverse ». Alors que le journaliste lui rappelle que Jean-Marie Le Pen avait été condamné par la justice pour banalisation de crimes contre l'humanité et « consentement à l'horrible », il affirme « Moi, j'ai encore des doutes actuellement ». À la suite de cette intervention, SOS Racisme et la Licra annoncent leur volonté de porter plainte contre Laurent Gnaedig pour « contestation de crimes contre l'humanité »,. Un communiqué est diffusé le même soir, dans lequel il déclare « Je comprends que certains aient pu être blessés par cette déclaration maladroite et veux leur présenter mes excuses les plus sincères ».